# Черкасов, Игорь Иванович
Игорь Иванович Черкасов (1912—1988) — советский учёный в области механики грунтов, профессор, доктор технических наук.

## Биография
Родился 14 (27) апреля 1912 г. в Москве. Сын Ивана Алексеевича Черкасова — члена правления Сельскохозяйственного банка. Племянник Александра Алексеевича Черкасова — профессора, учёного-мелиоратора.
С отличием окончил Тимирязевскую сельскохозяйственную академию (1937), работал во ВНИИГиМ в отделе гидротехнического проектирования.
С 1942 г. — в Научно-исследовательской аэродромной лаборатории. В 1943 г. призван в армию, участник Великой Отечественной войны и войны с Японией, инспектор аэродромной службы ВВС. Награждён двумя орденами Красной Звезды и 8 медалями, в том числе «За Победу над Германией в Великой Отечественной войне 1941—1945 годов», «За Победу над Японией», «За боевые заслуги».
После окончания войны продолжил службу в армии, с 1946 г. научный сотрудник Научно-исследовательского аэродромного института (НИАИ) ВВС и (с 1961) 26 ЦНИИ. В 1965 г. уволен в запас в звании инженера-полковника.
С 1965 г. — профессор кафедры механики грунтов, оснований и фундаментов Московского инженерно-строительного института. Одновременно работал в области космической геомеханики в НИИОСП — принимал участие в подготовке и исследованиях грунта Луны станциями «Луна-9», «Луна-13», «Луноход-1» и «Луноход-3».
С 1970 г. заведующий кафедрой оснований и фундаментов Московского института инженеров транспорта. С 1983 г. — профессор Центрального межведомственного института повышения квалификации руководящих работников и специалистов строительства.
Автор методики полевых испытаний неустойчивых грунтов с помощью вдавливания штампа с применением специальных твердеющих «подливок».
Один из основоположников грунтоведения Луны. Также занимался вопросами строительства аэродромов в сложных инженерно-геологических условиях, улучшением физико-механических свойств грунтов.
Соавтор модели деформирования грунтов, учитывающей восстанавливающиеся и остаточные деформации (модель «Черкасова-Клейна» — модель четырёх параметров с изменяющимся модулем деформации и коэффициентом Пуассона) (1963).
Доктор технических наук.
Опубликовал более 200 научных трудов, в том числе 15 книг. Принимал участие в разработке 18 приборов и механизмов для полевых и лабораторных исследований грунтов и машиностроения, соавтор 10 изобретений.
Член комиссии ВАК по строительству и архитектуре, член научного совета АН СССР по физико-химической механике и инженерной геологии.
Умер 12 октября 1988 года, похоронен на Введенском кладбище (уч. № 2).

## Сочинения
- Грунт Луны [Текст]. — Москва : Наука, 1975. — 144 с. : ил.; 21 см. — (Проблемы науки и технического прогресса/ АН СССР).
- Грунтоведение Луны [Текст]. — Москва : Наука, 1979. — 232 с. : ил.; 21 см.
- Упругие и структурные деформации в песчаных грунтах [Текст] / Канд. техн. наук И. И. Черкасов. — Москва : [б. и.], 1952. — 57 с. : ил.; 20 см.
- Механические свойства грунтов в дорожном строительстве [Текст] / И. И. Черкавов. — Москва : Транспорт, 1976. — 247 с. : ил.; 21 см.
- Грунтоведение Луны / И. И. Черкасов, В. В. Шварев. — М. : Наука, 1979. — 232 с. : ил.; 21 см.
- Механические свойства грунтовых оснований [Текст] : [Учеб. пособие для трансп. и инж.-строит. вузов] / И. И. Черкасов, проф. д-р техн. наук. — Москва : Автотрансиздат, 1958. — 156 с. : ил.; 22 см.
- Начала грунтоведения Луны [Текст] : Физ.-мех. свойства лунных грунтов / И. И. Черкасов, В. В. Шварев ; Под ред. акад. А. Ю. Ишлинского ; АН СССР. Ин-т проблем механики. — Москва : Наука, 1971. — 199 с. : ил.; 22 см.
- Фундаменты городских транспортных сооружений / Г. К. Клейн, И. И. Черкасов. — М. : Транспорт, 1985. — 222,[1] с. : ил.; 21 см; ISBN (В пер.)
- Механика грунтов, основания и фундаменты : [Учебник для вузов ж.-д. трансп.] / М. Н. Гольдштейн, А. А. Царьков, И. И. Черкасов. — М. : Транспорт, 1981. — 320 с. : ил.; 22 см;
- Основания, фундаменты и механика грунтов в строительстве транспортных сооружений [Текст] : Межвуз. сб. / Под общ. ред. И. И. Черкасова. — Москва : МИИТ, 1978. — 111 с. : ил.; 20 см. — (Труды институтов инженеров железнодорожного транспорта / Моск. ин-т инженеров ж.-д. трансп.; Вып. 613).